# Cesc Gay
Pour les personnes de même nom de famille, voir Gay.
Francesc Gay i Puig, dit Cesc Gay, est un scénariste et réalisateur espagnol, né à Barcelone en 1967.

## Biographie
Après des études en cinéma à l'EMAV (Escola de Mitjans Audiovisuals de Barcelone), il amorce sa carrière en 1998, en réalisant son premier long métrage, Hotel Room, en collaboration avec l'Argentin Daniel Gimelberg. 
En 2000, avec Krámpack, il adapte au cinéma la pièce du même titre du dramaturge et acteur catalan Jordi Sánchez. Ce film, qui aborde le thème de la découverte de la sexualité chez des adolescents, et notamment de l'homosexualité, reçoit le Prix spécial de la Jeunesse à Festival de Cannes 2000.
Après un projet à la télévision, il revient au cinéma en 2003 avec En la ciudad (« Dans la ville ») qui vaut à Eduard Fernández le prix Goya du meilleur acteur dans un second rôle, en plus de trois nominations : Mónica López (es) comme actrice dans un second rôle et Cesc Gay lui-même pour la réalisation et le scénario adapté. Dans la distribution figure l'un de ses acteurs fétiches, Eduard Fernández.
Les Hommes ! De quoi parlent-ils ? (Una pistola en cada mano), une comédie en catalan réalisée en 2012, avec Ricardo Darín et Javier Cámara, vaut à Candela Peña le prix Goya de la meilleure actrice dans un second rôle. 
Sorti en 2015, Truman met de nouveau en vedette Ricardo Darín et Javier Cámara. Le film triomphe à la 30e cérémonie des Goyas où il remporte les Goya du meilleur film, de la meilleure réalisation, du meilleur acteur, du meilleur acteur dans un second rôle et du meilleur scénario original.
En 2015, Cesc Gay écrit en catalan sa première pièce de théâtre Els veins de dalt qui est montée au Teatre Romea de Barcelone. 
L'année suivante, la pièce, traduite en castillan sous le titre Los vecinos de arriba (« Les voisins d'en-haut»), est reprise avec succès à Madrid. En 2020, il adapte cette pièce au cinéma sous le titre Sentimental, avec Javier Cámara, Griselda Siciliani, Belén Cuesta et Alberto San Juan. Le film est nommé pour cinq Goya (meilleur film, meilleur scénario adapté, meilleur acteur, meilleur espoir féminin) et remporte le Goya du meilleur acteur dans un second rôle pour Alberto San Juan.

## Filmographie
- 1998 : Hotel Room, coréalisé avec Daniel Gimelberg
- 2000 : Krámpack
- 2003 : En la ciudad
- 2006 : Ficción
- 2009 : V.O.S.
- 2012 : Les Hommes ! De quoi parlent-ils ? (Una pistola en cada mano)
- 2015 : Truman
- 2018 : Félix (série télévisée)
- 2020 : Sentimental
- 2022 : Historias para no contar
- 2025 : Mi amiga Eva

## Distinctions
- 2016 : Prix Goya du meilleur film et Prix Goya du meilleur réalisateur à la 30e cérémonie des Goyas pour Truman.